# La Chapelle-Saint-Géraud
La Chapelle-Saint-Géraud – miejscowość i gmina we Francji, w regionie Nowa Akwitania, w departamencie Corrèze.
Według danych na rok 1990 gminę zamieszkiwało 219 osób, a gęstość zaludnienia wynosiła 12 osób/km² (wśród 747 gmin Limousin La Chapelle-Saint-Géraud plasuje się na 415. miejscu pod względem liczby ludności, natomiast pod względem powierzchni na miejscu 379.).

## Populacja

Populacja La Chapelle-Saint-Géraud w latach 1962–2008